# Mhalapitsa
Mhalapitsa è un villaggio del Botswana situato nel distretto Centrale, sottodistretto di Mahalapye. Il villaggio, secondo il censimento del 2011, conta 1.019 abitanti.

## Località
Nel territorio del villaggio sono presenti le seguenti 4 località:
- Botibakgori,
- Lebu di 17 abitanti,
- Semkhubu,
- Thakadiawa